# Загаевский, Адам

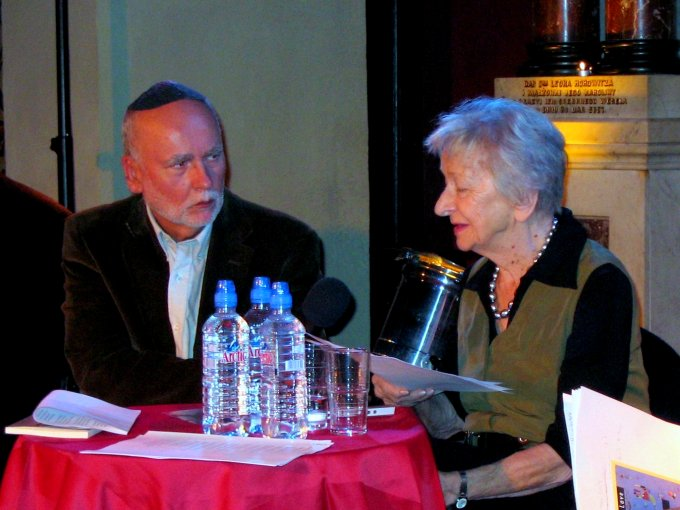
Адам Загаевский на литературных чтениях с Виславой Шимборской, 2005

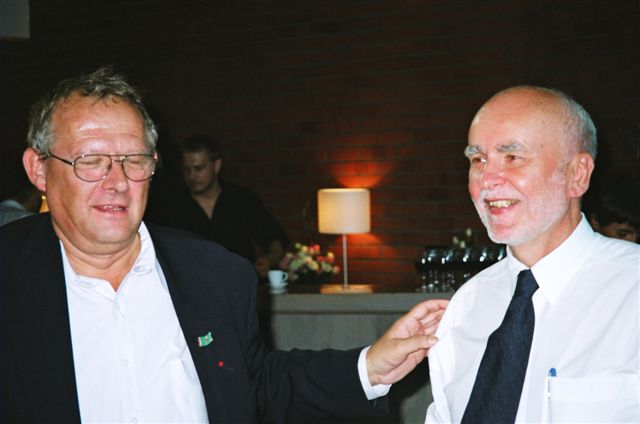
Адам Загаевский с Адамом Михником, 2004

Адам Загаевский (пол. Adam Zagajewski; 21 июня 1945, Львов, СССР — 21 марта 2021, Краков, Польша) — польский поэт, прозаик, эссеист «поколения 1968 года» («новой волны»).

## Биография и творчество
Сын инженера-изобретателя Тадеуша Загаевского. Вскоре после его рождения семья в результате переселения поляков из Львова семья переехала в Гливице, где Адам закончил среднюю школу. Учился философии и психологии в Кракове, окончил Ягеллонский университет. До 1975 года он преподавал философию в Университете науки и технологий AGH в Кракове.
Входил в литературную группу «Сегодня». Подписал диссидентское «Письмо 59-ти» (1975), после чего ему запретили печататься, публиковался в самиздате, был лектором Общества научных курсов, участвовал в движении «Солидарность», в 1980 году присоединился к обращению 64 учёных, писателей и публицистов к властям с просьбой начать диалог с бастующими рабочими. С 1981 года жил в Париже, в 2002 году вернулся в Польшу. Жил в Кракове, Париже и Хьюстоне, преподавал в университетах США.
В поэзии продолжал линию Чеслава Милоша. Автор эссе о творчестве Бруно Шульца, Юзефа Чапского, Чеслава Милоша, Збигнева Херберта и др.

## Произведения

### Стихотворения
- Komunikat (1972)
- Sklepy mięsne (1975)
- List. Oda do wielości (Париж, 1983)
- Jechać do Lwowa (Лондон, 1985)
- Płótno (Париж, 1990)
- Ziemia ognista (1994)
- Trzej aniołowie (1998)
- Pragnienie (1999)
- Powrót (2003)
- Anteny (2005)
- Niewidzialna ręka (2009)

### Проза
- Ciepło, zimno (1975)
- Słuch absolutny (1979)
- Cienka kreska (1978)

### Эссе
- Świat nieprzedstawiony (1974, с Ю.Корнхаузером)
- Drugi oddech (1978)
- Solidarność i samotność (Париж, 1986)
- Dwa miasta (Париж-Краков, 1991)
- W cudzym pięknie (1998)
- Obrona żarliwości (2002)
- Poeta rozmawia z filozofem (2007)
- Lekka przesada (2011)

## Признание
Один из наиболее известных в мире польских поэтов. Стихи, проза и эссе Загаевского переведены на английский, французский, немецкий, испанский, каталонский, шведский, словацкий и другие языки. Лауреат Берлинской премии, премии Курта Тухольского (1985), Премии Виленицы (1996), премии Т.Транстрёмера (2000), премии Аденауэра (2002), Нейштадтской литературной премии (2004) и многих других наград. Ему присужден Бронзовый Крест Заслуги. Почетный доктор Ягеллонского университета (2012). Лауреат Премии принцессы Астурийской в области литературы (2017).

## Публикации на русском языке
- Стихотворения/ Пер. В. Л. Британишского// Польские поэты XX века. Т.II. СПб: Алетейя, 2000, с.405-410